# Tratado de Madrid (1621)
El Tratado de Madrid fue firmado el 25 de abril de 1621 en el contexto de la guerra de la Valtelina.

## Historia
En julio de 1620 los católicos de la Valtelina se levantaron contra sus señores protestantes de las Tres Ligas.  El español duque de Feria, que gobernaba en Milán desde 1618, envió sus tropas a este valle para apoyar a los católicos y estableció una cadena de fuertes españoles. Francia y Venecia no se encontraban en disposición de enviar ayuda las Tres Ligas en ese momento. Por ello, los españoles se hicieron con un conjunto de fuertes en los Alpes que aseguraban el Camino Español desde Italia hasta Flandes.
Baltasar de Zúñiga, entonces ministro principal de Felipe IV, deseaba evitar indisponerse con Francia en un momento en que la tregua de los doce años con las Provincias Unidas de los Países Bajos estaba a punto de expirar y las tropas españolas estaban implicadas en la Campaña del Palatinado. Por ello, el embajador francés en Madrid, mariscal Basompierre, firmó con los españoles este Tratado de Madrid de 1621. Este decía que el rey de España retiraría sus tropas de la Valtelina, que el territorio volvería a estar bajo el control de las Tres Ligas, que los de las Tres Ligas debían conceder el perdón a los valtelinos que se habían rebelado en 1620 y que la religión católica se establecería en el valle con carácter exclusivo.
Este tratado quedó en letra muerta y no contentó ni a las Tres Ligas ni a los valtelinos. Zúñiga se mostró a favor de llegar a un acuerdo con los franceses y se firmó el Tratado de Aranjuez de mayo de 1622, según el cual estas fortalezas quedaban en manos del papado hasta que se alcanzase un acuerdo definitivo.
En 1626 se firmó el Tratado de Monzón a este respecto.